# Thesium ramosissimum
Thesium ramosissimum är en sandelträdsväxtart som beskrevs av Jevgenij Grigorjevitj Bobrov. Thesium ramosissimum ingår i släktet spindelörter, och familjen sandelträdsväxter. Inga underarter finns listade i Catalogue of Life.